# Deuxième gouvernement de l'État espagnol
État espagnol
Franco I Franco III
Le Deuxième gouvernement de l'État espagnol (Segundo gobierno del Estado español) était le Gouvernement de l'Espagne, du 9 août 1939 au 10 mai 1941.

## Composition
| Poste                                              | Titulaire                                                                                     |
| -------------------------------------------------- | --------------------------------------------------------------------------------------------- |
| Président du gouvernement                          | Francisco Franco                                                                              |
| Ministres                                          |                                                                                               |
| Ministre des Affaires étrangères                   | Juan Luis Beigbeder (jusqu'au 16/8/1940) Ramón Serrano Súñer (jusqu'au 10/5/1941)             |
| Ministre de la Justice                             | Esteban de Bilbao Eguía                                                                       |
| Ministre de l'Armée de terre                       | José Enrique Varela                                                                           |
| Ministre de l'Armée de l'air                       | Juan Yagüe (jusqu'au 27/6/1940) Juan Vigón (jusqu'au 10/5/1941)                               |
| Ministre de la Marine                              | Salvador Moreno Fernández                                                                     |
| Ministre de l'Industrie et du Commerce             | Luis Alarcón de la Lastra (jusqu'au 16/8/1940) Demetrio Carceller Segura (jusqu'au 10/5/1941) |
| Ministre du Gouvernement                           | Ramón Serrano Súñer(jusqu'au 16/8/1940) Valentín Galarza Morante(jusqu'au 10/5/1941)          |
| Ministre des Travaux publics                       | Alfonso Peña Boeuf                                                                            |
| Ministre de l'Agriculture et du Travail            | Joaquín Benjumea                                                                              |
| Ministre de l'Éducation                            | José Ibáñez Martín                                                                            |
| Ministre des Finances                              | José Larraz López                                                                             |
| Ministre, secrétaire général du Mouvement national | Agustín Muñoz Grandes                                                                         |
| Ministres sans-portefeuille                        | Pedro Gamero del Castillo Rafael Sánchez Mazas                                                |